# Giulietta e Romeo (film 1920)
Giulietta e Romeo, riedito in seguito col titolo Romeo e Giulietta sulla neve (Romeo und Julia im Schnee) è un film muto del 1920 scritto e diretto da Ernst Lubitsch

## Trama
Nella piccola sala del tribunale di un paesino montano tedesco si discute una causa che divide la famiglia dei Capulethofer da quella dei Montekugerl. Ciascuna delle famiglie fa pervenire al giudice, per corromperlo, un grosso würstel, e nonostante la bilancia della giustizia - su ciascun piatto della quale viene posto il rispettivo würstel - versi da una parte, il giudice decide di fare il magnanimo: dopo essersi ritirato in camera di consiglio ed aver assaggiato le due delikatesse, sentenzia paradossalmente che entrambe le famiglie hanno ragione, e nello stesso tempo hanno entrambe torto, e le condanna quindi a rifondere in solido le spese processuali. Da quel momento i capostipiti delle due famiglie decidono di comune accordo di togliersi il saluto, ed inizia da allora una continua faida, costellata di risse e di battaglie a palle di neve.
Julia, la giovane figlia dei Capulethofer, era stata destinata anni addietro al matrimonio con il figlio della famiglia Moser (nel ruolo quindi di Paride), che si rivela essere una sorta di scemo del villaggio, e non riceve il gradimento della ragazza. In più, in paese è appena tornato, dopo una lunga assenza, Romeo Montekugerl: fra lui e Julia nasce l'amore.
Ma nulla si può contro l'inflessibile usanza del matrimonio combinato: la festa del fidanzamento ufficiale fra Julia e Paride inizia, e mentre i primi invitati arrivano, Julia e Romeo decidono che è meglio morire assieme piuttosto che vivere separati. Affranti, entrano quindi in una farmacia e ordinano "veleno per due". Il farmacista consegna loro un flacone di innocua acqua zuccherata corredata da un'etichetta raffigurante un teschio, dicendo alla coppia stupita di non preoccuparsi per il pagamento, che avrebbero effettuato più tardi.
Romeo e Julia si ritirano in un fienile e bevono il contenuto del flacone, a più riprese, aspettando la morte che non arriva.
La lettera di addio che Julia aveva lasciato ai genitori, e nella quale confessa l'intenzione del doppio suicidio, viene trovata. I Capulethofer, con gli invitati, lasciano la festa e si precipitano nel fienile. La notizia si sparge ed arrivano anche i Montekugerl. Romeo e Julia si fingono morti, piuttosto sorpresi di non esserlo, ed è solo dopo la rappacificazione delle due famiglie, davanti alla presunta tragedia, che i due svelano di essere vivi, nel sollievo generale.
I locali della festa di fidanzamento sono rimasti deserti: vi rimane l'ignaro Paride, da solo, intento a banchettare con i prelibati dolci.

## Produzione
Il film fu prodotto dalla Maxim-Film Ges. Ebner & Co (Berlin).

## Distribuzione
Il film uscì nelle sale cinematografiche tedesche il 12 marzo 1920. In Spagna, con il titolo Romeo y Julieta, fu distribuito il 23 settembre 1920, mentre in Giappone uscì il 18 febbraio 1921. In Italia venne distribuito dalla Monopolio tra il 1920 e il 1922.